# Yazid III
Yazīd ibn al-Walīd ibn ʿAbd al-Malik (fl. VIII secolo) è stato uno degli ultimi Califfi omayyadi di Siria.
Figlio di al-Walīd I ibn ʿAbd al-Malik e della principessa soghdiana Shahafrid, il non più giovanissimo al-Walid fu chiamato a succedere ad al-Walīd II ibn Yazīd, assassinato da un complotto di famiglia.
Quando a succedere a Hishām ibn ʿAbd al-Malik era stato chiamato il nipote al-Walīd II ibn Yazīd, la famiglia omayyade non fu più in grado di governare gli odi e i rancori scatenati dall'assassinio di al-Walid III, causa non secondaria di quella crisi dinastica avrebbe portato in breve tempo gli Omayyadi alla loro caduta ad opera degli Abbasidi, al termine di una guerra civile dai contorni fortemente caratterizzati da un diffuso malessere sociale, più che religioso.
al-Walīd II, soprannominato dai suoi detrattori postumi al-Fāsiq (l'Empio) si sostiene fosse un gaudente, non diversamente dal figlio di Hishām, Maslama, che non fu scelto dal padre per una sua presunta omosessualità. Si dice anche che al-Walīd II, divenuto califfo, non avesse perso tempo a sperperare tutte le ricchezze accumulate precedentemente dallo zio, provvedendo inoltre a vendicarsi di tutti coloro che lo avevano contrastato nell'ascesa, compreso il comandante Sulaymān b. Hishām, che fu infatti messo in prigione e - cosa senza dubbio più riprovevole - di Khalid al-Qasri, il passato abile wali di Hishām ibn ʿAbd al-Malik, che fu letteralmente venduto al suo acerrimo nemico, il sadico governatore qaysita di Kufa, Yūsuf b. ʿUmar, che lo fece torturare a morte.
Malgrado vi sia il forte sospetto che la storiografia gli sia stata avversa per compiacere coloro che furono i suoi vincitori, qualche elemento di verosimiglianza di sicuro ci fu. La sua politica fu per lo più malvista dai suoi stessi parenti per motivi che in buona parte ci rimangono ignoti e che forse hanno a che fare con il suo carattere insofferente di quei vincoli religiosi, spesso fortemente moralistici, che lo fecero giudicare lontano dall'immagine oleografica di quasi tutti i califfi del primo Islam.
Si formò, comunque sia, una coalizione contro di lui, al capo della quale si pose lo stesso suo cugino Yazīd b. al-Walīd. Questi organizzò un esercito con un altro cugino, ʿAbd al-ʿAzīz, posto al comando.
Al-Walīd venne infine ucciso il 16 aprile 744 e a succedergli fu proprio il cugino Yazīd b. al-Walīd ibn ʿAbd al-Malik.

## L'ostilità al suo Califfato da parte dei sostenitori del precedente Califfo
Quando al-Walīd ibn Yazīd era stato ucciso, la popolazione di Hims, in Siria, reagì subito con forza (indizio probabile dell'anzidetta parziale inaffidabilità della storiografia avversa al defunto califfo) e cominciò ad aggredire chiunque fosse favorevole a Yazīd b. al-Walīd (Yazīd III), di cui fu distrutta la casa mentre gli abitanti di Hims dichiararono pubblicamente che si sarebbero vendicati dell'assassinio di al-Walīd II da parte della sua stessa famiglia.
Le porte della città furono chiuse perché la popolazione potesse piangere il defunto califfo e fu scelto Muʿāwiya b. Yazīd b. Husayn come loro leader.
Quando Yazīd seppe della loro rivolta, inviò suoi incaricati che però furono espulsi subito dalla città che era sempre stata la più convinta sostenitrice della dinastia omayyade fin dall'epoca del primo suo Califfo, Muʿāwiya b. Abī Sufyān.
Allora Yazīd mandò contro Hims truppe comandate da Sulaymān b. Hishām, uscito di prigione subito dopo la morte di al-Walīd II. Intanto il governatore della città, Marwān b. ʿAbd Allah, cercava di sedare la rivolta ma fu ucciso e al suo posto fu nominato Abū Muhammad al-Sufyanī.
Le truppe di Hims attaccarono quelle di Sulaymān, ma furono sconfitte. Intanto a Damasco si giurava fedeltà al califfo mentre Mu'awiya b. Yazīd b. Husayn fu nominato governatore.
I restanti ribelli si unirono a quelli della Palestina e della Giordania. Anche qui, infatti, le popolazioni non accettavano il nuovo califfo, tanto che questi mandò le sue truppe capeggiate da Sulaymān b. Hishām, accompagnato dagli uomini di Damasco e di Hims. Anche queste forze furono sgominate e, al ritorno di Sulaymān b. Hishām in Giordania, le popolazioni ribelli giurarono ìnfine obtorto collo fedeltà a Yazīd b. al-Walīd.
In quegli stessi tempi Yazīd sollevò Yūsuf b. ʿUmar dall'incarico di governatore in Iraq, nominando al suo posto Mansūr b. Jumhūr . Questi era indicato come un rozzo beduino e come un non credente. Per questo motivo Yazīd gli intimò di divenire un uomo di fede, quando lo nominò governatore, ricordandogli che aveva dovuto uccidere il precedente califfo, al-Walīd II, proprio per la sua condotta immorale.
Yazīd mandò poi, una lettera ai sudditi iracheni, in cui sottolineò tutte le azioni malvagie di al-Walīd II per le quali era stato costretto a ucciderlo. In seguito, lo stesso Yazīd nominò come governatore dell'Iraq, il figlio di Mansūr b. Jumhūr, ʿAbd Allah b. ʿUmar b. ʿAbd al-ʿAzīz, un uomo pio, che non godeva però di buona salute. Quando arrivò in Iraq, la prima cose che fece fu quella di inoltrare sue lettere ai comandanti siriani che si trovavano nel paese, obbligandoli a riconoscere la sua autorità. Nel frattempo Yazīd nominava formalmente suo erede il fratello Ibrāhīm, sentendo probabilmente il peso della propria malattia.

## Morte del Califfo
Il 12 ottobre del 744, infatti, dopo l'importante festa del 10 Dhū l-Hijja, Yazīd morì.
Non sappiamo con esattezza la durata precisa del suo califfato, che si aggira comunque intorno ai sei mesi, così come non abbiamo notizie certe dell'età della sua morte e il luogo. Varie fonti ci informano che morì, all'età di trentasette anni circa, a Damasco. Per quanto riguarda il suo aspetto, Ahmad b. Zuhayr ci parla di un bell'uomo, alto, magro, dalla testa piccola e con un neo sul viso. Inoltre, secondo al-Waqidī, fu soprannominato "il manchevole", per aver decurtato gli stipendi dei militari, aumentati invece aumentato da al-Walīd II al momento del suo accesso al Califfato.